# Jeroen Rijsdijk
Jeroen Rijsdijk (Rotterdam, 24 mei 1977) is een Nederlands voetbaltrainer. Hij is sinds januari 2025 hoofdtrainer van Almere City, waar hij eerder als assistent actief was.

## Carrière
Als speler zat Rijsdijk in de jeugdopleiding van Feyenoord maar speelde als senior enkel in het amateurvoetbal. Hij speelde vier seizoenen bij IJsselmeervogels waar hij ook aanvoerder werd. Hij sloot af bij ASWH waar hij vervolgens assistent-trainer werd. Rijsdijk stapte in 2018 na drie succesvolle jaren bij Excelsior Maassluis over naar Sparta Rotterdam, waar hij trainer werd van het beloftenteam en assistent van de hoofdtrainer. In januari 2020 werd hij assistent van Ole Tobiasen bij Almere City FC. In maart 2021 werd hij hoofdtrainer na het ontslag van Tobiasen. Met de komst van Gertjan Verbeek in juni 2021 als hoofdtrainer werd Rijsdijk weer assistent. In augustus 2021 verliet hij Almere City en werd in november van dt jaar hoofd jeugdopleidingen bij Sparta Rotterdam. Vanaf april 2022 werd hij tevens assistent van Maurice Steijn bij het eerste team. Na het vertrek van Steijn naar Ajax werd Rijsdijk voor het seizoen 2023/24 gepresenteerd als nieuwe hoofdtrainer van Sparta. Daar werd hij halverwege het seizoen 2024/25 ontslagen. In januari 2025 werd hij aangesteld als hoofdtrainer bij Almere City, als opvolger van de ontslagen Hedwiges Maduro.
Van Aanholt ·
Bais ·
Bakari ·
Van Bergen ·
Clement ·
El Dahri ·
Eerdhuijzen ·
Eiting ·
De Guzman ·
Hlynsson ·
Ideho ·
Kitolano ·
Kleijn ·
Lauritsen ·
De Ligt ·
Meissen ·
Mito ·
Nassoh ·
Olij  ·
Oufkir ·
Quintero ·
Reith ·
Reitmaier ·
Schoonderwaldt ·
Tevreden ·
Thórisson ·
Young ·
Zechiël ·
Coach: Steijn
· Assistent-coach: Boukhari
· Assistent-coach: Driessen
· Keeperstrainer: Kooiman